# Plougonvelin
Plougonvelin (bretonisch Plougonvelen) ist eine französische Gemeinde mit 4520 Einwohnern (Stand 1. Januar 2022) im Nordwesten der Bretagne im Département Finistère.

## Lage
Die Gemeinde befindet sich nahe der Atlantikküste bei der Mündung der Bucht von Brest (Rade de Brest) ins offene Meer.
Brest liegt 18 Kilometer südöstlich und Paris etwa 520 Kilometer östlich (Angaben in Luftlinie). An der Pointe Saint-Mathieu beginnt die Côte des Abers. Zur Gemeinde gehören kleinere Dörfer wie Saint-Mathieu.

## Verkehr
Bei Brest enden die Schnellstraßen E 50 (Brest-Rennes) und E 60 (Brest-Nantes). Der Bahnhof von Brest ist Endpunkt des TGV Atlantique nach Paris sowie der Regionalbahnlinien in Richtung Rennes und Nantes.
Nahe der Großstadt Brest befindet sich der Regionalflughafen Aéroport de Brest Bretagne.

## Bevölkerungsentwicklung
| Jahr                       | 1962 | 1968 | 1975 | 1982 | 1990 | 1999 | 2006 | 2017 |
| Einwohner                  | 1439 | 1442 | 1567 | 1738 | 2167 | 2668 | 3525 | 4174 |
| Quellen: Cassini und INSEE |      |      |      |      |      |      |      |      |

## Sehenswürdigkeiten
Sehenswert in dem touristisch gut erschlossenen Küstenort sind u. a. das Kap Pointe Saint-Mathieu mit der Ruine der Abtei Saint-Mathieu de Fine-Terre, dem 1835 erbauten 37 Meter hohen Leuchtturm Saint-Mathieu, dem Sémaphore de la Pointe Saint-Mathieu und das zum Schutz der strategisch wichtigen Einfahrt zum Hafen von Brest im 17. Jahrhundert erbaute Fort de Bertheaume.
Das Museum Mémoires 39-45, das im Jahr 2017 in einer  ehemaligen Batteriestellung des Atlantikwalls eingerichtet wurde, stellt die Geschichte des Zweiten Weltkriegs aus lokaler Sicht dar. An die gefallenen Matrosen des Ersten Weltkriegs erinnert das Nationale Denkmal der für Frankreich gefallenen Seeleute.
Siehe auch: Liste der Monuments historiques in Plougonvelin
|  |  |

## Söhne und Töchter
- Gérard le Stang (* 1963), römisch-katholischer Bischof von Amiens